# Dan Corneliusson
Mats Dan Erling Corneliusson (Trollhättan, 2 ottobre 1961) è un ex calciatore svedese, di ruolo centravanti.

## Biografia
Nel 2001 prese parte, con la squadra di beach soccer scandinava, a un match di esibizione tenutosi durante le European Pro Beach Soccer League Superfinals nel Principato di Monaco, in cui affrontò la squadra monegasca. La partita terminò 6-6, con la vittoria ai rigori del team del Principe Alberto. Per la Svezia segnarono Jørn Larsen (4 reti) e Corneliusson stesso (2 reti).
Nel settembre del 2008 ha presenziato alla partita di campionato Como-Canavese, dedicata a Stefano Borgonovo, da tempo malato di SLA.

## Carriera

### Club

#### Göteborg
Iniziò la propria carriera professionistica nel 1978 nella squadra del Göteborg, in cui rapidamente si affermò come punta estremamente dinamica. Il 1982 fu un anno ricco di successi sia in campo nazionale che in quello internazionale. Alla conquista del titolo nazionale, il primo di due consecutivi, si aggiunse quella della Coppa UEFA, competizione nella quale mise a segno 4 reti, di cui una nella doppia finale.

#### Germania e Italia
Nel 1983 passò allo Stoccarda, in cui rimase un solo anno ma con cui riuscì subito nell'impresa di centrare la conquista del campionato che mancava dalle bacheche del club da 30 anni.

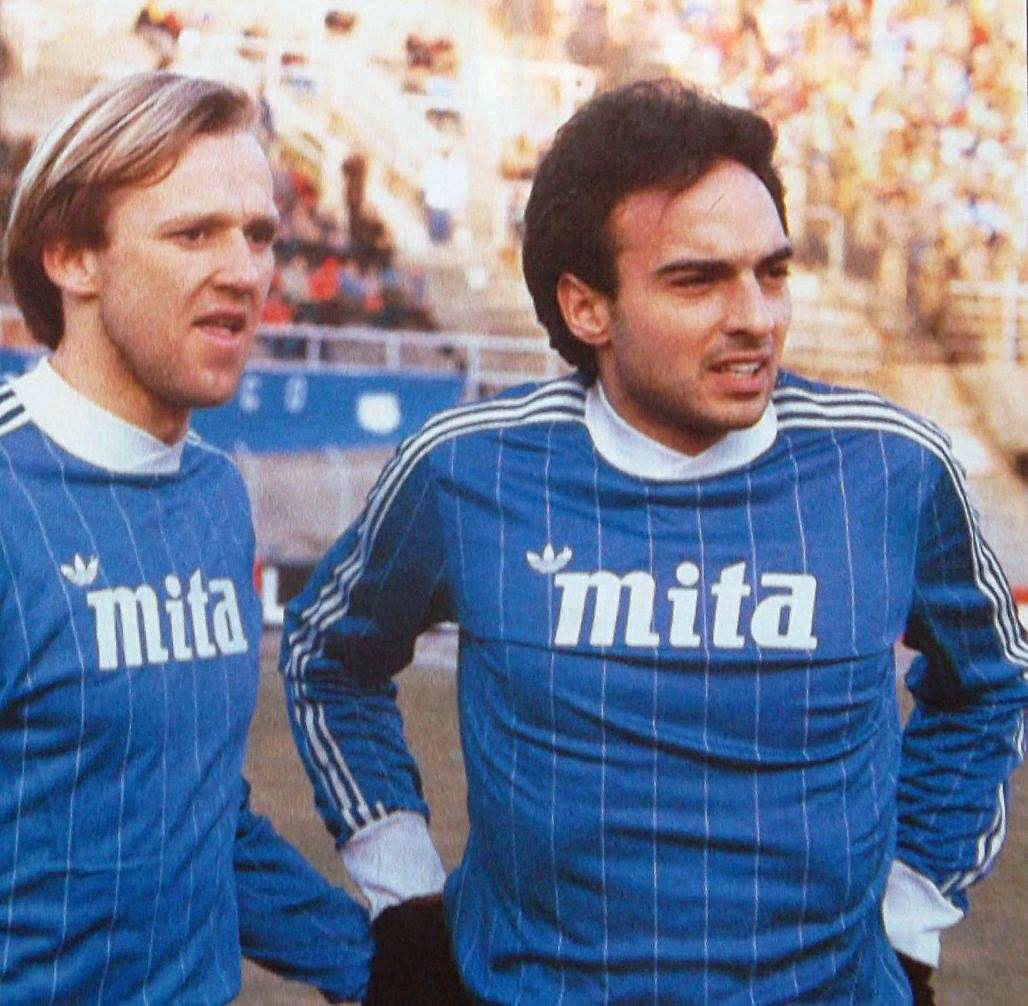
Corneliusson (a sinistra) e Hansi Müller in maglia lariana nella stagione 1984-1985

L'anno successivo raggiunse l'Italia, nelle file del Como, neopromosso in Serie A, che vide in lui la punta ideale da affiancare a Stefano Borgonovo per raggiungere la salvezza. Riuscì subito a entrare nel cuore dei tifosi lariani grazie a prestazioni maiuscole: da ricordare quella negli ottavi di finale della Coppa Italia 1985-1986, in cui realizzò il gol decisivo che eliminò la Juventus dalla competizione. Quell'anno il Como raggiunse le semifinali, venendo eliminato dalla Sampdoria (a tavolino, per intemperanze del pubblico) dopo una rocambolesca partita di ritorno. Lasciò il calcio italiano nel 1989, in seguito alla retrocessione del Como in Serie B, per trasferirsi in Svizzera, al Wettingen.

#### Ultimi anni
Non sembrò riuscire a inserirsi subito negli schemi della squadra, che nella fase di qualificazione della Lega Nazionale A non andò oltre al 10º posto, dovendo così giocarsi la permanenza in questa categoria nel girone di promozione; qui con 7 reti portò il suo club al secondo posto finale (dietro all'Aarau) e garantendogli così un altro anno nella massima serie elvetica.
Dal 1990 tornò a giocare in Svezia, dapprima nel Malmö e successivamente nel Qviding e nel Karlstad, dove concluse la propria carriera.

### Nazionale
Con la nazionale svedese mise a segno 12 reti in 22 incontri disputati, di cui ben 11 dal 1982 al 1985, che però non furono sufficienti a garantire alla Svezia né la qualificazione a Euro 1984 né a Messico 1986. Probabilmente a causa di questi fallimenti e della sua militanza in un campionato straniero non venne più convocato fino alla conclusione dei mondiali di Italia 1990. La sua ultima partita in nazionale fu quella contro la Germania Ovest del 10 ottobre 1990.

## Statistiche

### Presenze e reti nei club
| Stagione            | Squadra             | Campionato          | Campionato | Campionato | Coppe nazionali | Coppe nazionali | Coppe nazionali | Coppe continentali | Coppe continentali | Coppe continentali | Altre coppe | Altre coppe | Altre coppe | Totale | Totale |
| Stagione            | Squadra             | Comp                | Pres       | Reti       | Comp            | Pres            | Reti            | Comp               | Pres               | Reti               | Comp        | Pres        | Reti        | Pres   | Reti   |
| ------------------- | ------------------- | ------------------- | ---------- | ---------- | --------------- | --------------- | --------------- | ------------------ | ------------------ | ------------------ | ----------- | ----------- | ----------- | ------ | ------ |
| 1978                | IFK Göteborg        | AS                  | 0          | 0          | SC              | 0               | 0               | -                  | -                  | -                  | -           | -           | -           | 0      | 0      |
| 1979                | IFK Göteborg        | AS                  | 5          | 2          | SC              | 3               | 2               | CI                 | 4                  | 7                  | -           | -           | -           | 12     | 11     |
| 1980                | IFK Göteborg        | AS                  | 11         | 3          | SC              | 2               | 0               | CI+CC+UEFA         | 1+1+2              | 2+0+0              | -           | -           | -           | 17     | 5      |
| 1981                | IFK Göteborg        | AS                  | 15         | 3          | SC              | 1               | 0               | CI+UEFA            | 5+1                | 0+1                | -           | -           | -           | 22     | 4      |
| 1982                | IFK Göteborg        | AS                  | 20         | 12         | SC              | 5               | 8               | CC+UEFA            | 2+8                | 0+2                | -           | -           | -           | 35     | 22     |
| apr.-lug. 1983      | IFK Göteborg        | AS                  | 11         | 9          | SC              | 3               | 3               | CI                 | 1                  | 2                  | -           | -           | -           | 15     | 14     |
| Totale IFK Göteborg | Totale IFK Göteborg | Totale IFK Göteborg | 62         | 29         |                 | 14              | 13              |                    | 25                 | 14                 |             | -           | -           | 101    | 56     |
| 1983-1984           | Stoccarda           | BL                  | 28         | 12         | DFBP            | 5               | 1               | UEFA               | 2                  | 0                  | -           | -           | -           | 35     | 13     |
| 1984-1985           | Como                | A                   | 17         | 2          | CI              | 1               | 0               | -                  | -                  | -                  | -           | -           | -           | 18     | 2      |
| 1985-1986           | Como                | A                   | 28         | 7          | CI              | 9               | 1               | -                  | -                  | -                  | -           | -           | -           | 37     | 8      |
| 1986-1987           | Como                | A                   | 13         | 1          | CI              | 4               | 1               | -                  | -                  | -                  | -           | -           | -           | 17     | 2      |
| 1987-1988           | Como                | A                   | 27         | 6          | CI              | 0               | 0               | -                  | -                  | -                  | -           | -           | -           | 27     | 6      |
| 1988-1989           | Como                | A                   | 27         | 2          | CI              | 7               | 1               | -                  | -                  | -                  | -           | -           | -           | 34     | 3      |
| Totale Como         | Totale Como         | Totale Como         | 112        | 18         |                 | 21              | 3               |                    | -                  | -                  |             | -           | -           | 133    | 21     |
| 1989-1990           | Wettingen           | LNA                 | 27         | 9          | CS              | 1               | 0               | CI+UEFA            | 1+4                | 0+1                | -           | -           | -           | 33     | 10     |
| lug.-ago. 1990      | Wettingen           | LNA                 | 5          | 0          | CS              | 0               | 0               | -                  | -                  | -                  | -           | -           | -           | 5      | 0      |
| Totale Wettingen 93 | Totale Wettingen 93 | Totale Wettingen 93 | 32         | 9          |                 | 1               | 0               |                    | 5                  | 1                  |             | -           | -           | 38     | 10     |
| ago.-dic. 1990      | Malmö FF            | AS                  | 5          | 1          | SC              | ?               | ?               | CC                 | 0                  | 0                  | -           | -           | -           | 5+     | 1+     |
| 1991                | Malmö FF            | AS                  | 23         | 6          | SC              | ?               | ?               | CI                 | 2                  | 1                  | -           | -           | -           | 25+    | 7+     |
| 1992                | Malmö FF            | AS                  | 8          | 2          | SC              | ?               | ?               | -                  | -                  | -                  | -           | -           | -           | 8+     | 2+     |
| Totale Malmö FF     | Totale Malmö FF     | Totale Malmö FF     | 36         | 9          |                 | ?               | ?               |                    | 2                  | 1                  |             | -           | -           | 38+    | 11+    |
| 1993                | Qviding             | D3                  | ?          | ?          | SC              | ?               | ?               | -                  | -                  | -                  | -           | -           | -           | ?      | ?      |
| 1994                | Karlstad BK         | D2                  | ?          | ?          | SC              | ?               | ?               | -                  | -                  | -                  | -           | -           | -           | ?      | ?      |
| 1995                | Karlstad BK         | D2                  | 17         | 4          | SC              | ?               | ?               | -                  | -                  | -                  | -           | -           | -           | 17+    | 4+     |
| Totale Karlstad     | Totale Karlstad     | Totale Karlstad     | 17+        | 4+         |                 | ?               | ?               |                    | -                  | -                  |             | -           | -           | 17+    | 4+     |
| Totale carriera     | Totale carriera     | Totale carriera     | 287+       | 81+        |                 | 41+             | 17+             |                    | 32                 | 16                 |             | -           | -           | 343+   | 114+   |

### Cronologia presenze e reti in nazionale
| Cronologia completa delle presenze e delle reti in nazionale ― Svezia | Cronologia completa delle presenze e delle reti in nazionale ― Svezia | Cronologia completa delle presenze e delle reti in nazionale ― Svezia | Cronologia completa delle presenze e delle reti in nazionale ― Svezia | Cronologia completa delle presenze e delle reti in nazionale ― Svezia | Cronologia completa delle presenze e delle reti in nazionale ― Svezia | Cronologia completa delle presenze e delle reti in nazionale ― Svezia | Cronologia completa delle presenze e delle reti in nazionale ― Svezia |
| Data                                                                  | Città                                                                 | In casa                                                               | Risultato                                                             | Ospiti                                                                | Competizione                                                          | Reti                                                                  | Note                                                                  |
| --------------------------------------------------------------------- | --------------------------------------------------------------------- | --------------------------------------------------------------------- | --------------------------------------------------------------------- | --------------------------------------------------------------------- | --------------------------------------------------------------------- | --------------------------------------------------------------------- | --------------------------------------------------------------------- |
| 11-8-1982                                                             | Oslo                                                                  | Norvegia                                                              | 1 – 0                                                                 | Svezia                                                                | Amichevole                                                            | -                                                                     |                                                                       |
| 8-9-1982                                                              | Bucarest                                                              | Romania                                                               | 2 – 0                                                                 | Svezia                                                                | Qual. Euro 1984                                                       | -                                                                     |                                                                       |
| 13-11-1982                                                            | Nicosia                                                               | Cipro                                                                 | 0 – 1                                                                 | Svezia                                                                | Qual. Euro 1984                                                       | 1                                                                     |                                                                       |
| 27-4-1983                                                             | Utrecht                                                               | Paesi Bassi                                                           | 0 – 3                                                                 | Svezia                                                                | Amichevole                                                            | 2                                                                     |                                                                       |
| 15-5-1983                                                             | Malmö                                                                 | Svezia                                                                | 5 – 0                                                                 | Cipro                                                                 | Qual. Euro 1984                                                       | 1                                                                     |                                                                       |
| 29-5-1983                                                             | Göteborg                                                              | Svezia                                                                | 2 – 0                                                                 | Italia                                                                | Qual. Euro 1984                                                       | -                                                                     |                                                                       |
| 9-6-1983                                                              | Stoccolma                                                             | Svezia                                                                | 0 – 1                                                                 | Romania                                                               | Qual. Euro 1984                                                       | -                                                                     |                                                                       |
| 22-6-1983                                                             | Göteborg                                                              | Svezia                                                                | 3 – 3                                                                 | Brasile                                                               | Amichevole                                                            | 2                                                                     |                                                                       |
| 7-9-1983                                                              | Helsinki                                                              | Finlandia                                                             | 0 – 3                                                                 | Svezia                                                                | Amichevole                                                            | -                                                                     |                                                                       |
| 21-9-1983                                                             | Stoccolma                                                             | Svezia                                                                | 1 – 0                                                                 | Cecoslovacchia                                                        | Qual. Euro 1984                                                       | 1                                                                     |                                                                       |
| 15-10-1983                                                            | Napoli                                                                | Italia                                                                | 0 – 3                                                                 | Svezia                                                                | Qual. Euro 1984                                                       | -                                                                     | 84’                                                                   |
| 23-5-1984                                                             | Norrköping                                                            | Svezia                                                                | 4 – 0                                                                 | Malta                                                                 | Qual. Mondiali 1986                                                   | 1                                                                     |                                                                       |
| 26-9-1984                                                             | Milano                                                                | Italia                                                                | 1 – 0                                                                 | Svezia                                                                | Amichevole                                                            | -                                                                     | 54’                                                                   |
| 17-10-1984                                                            | Colonia                                                               | Germania Ovest                                                        | 2 – 0                                                                 | Svezia                                                                | Qual. Mondiali 1986                                                   | -                                                                     | 68’                                                                   |
| 11-9-1985                                                             | Copenaghen                                                            | Danimarca                                                             | 0 – 3                                                                 | Svezia                                                                | Amichevole                                                            | 1                                                                     |                                                                       |
| 25-9-1985                                                             | Stoccolma                                                             | Svezia                                                                | 2 – 2                                                                 | Germania Ovest                                                        | Qual. Mondiali 1986                                                   | 1                                                                     |                                                                       |
| 16-10-1985                                                            | Praga                                                                 | Cecoslovacchia                                                        | 2 – 1                                                                 | Svezia                                                                | Qual. Mondiali 1986                                                   | 1                                                                     |                                                                       |
| 1-5-1986                                                              | Malmö                                                                 | Svezia                                                                | 0 – 0                                                                 | Grecia                                                                | Amichevole                                                            | -                                                                     |                                                                       |
| 14-5-1986                                                             | Salisburgo                                                            | Austria                                                               | 1 – 0                                                                 | Svezia                                                                | Amichevole                                                            | -                                                                     | 79’                                                                   |
| 14-11-1987                                                            | Napoli                                                                | Italia                                                                | 2 – 1                                                                 | Svezia                                                                | Qual. Euro 1988                                                       | -                                                                     | 65’                                                                   |
| 26-9-1990                                                             | Stoccolma                                                             | Svezia                                                                | 2 – 0                                                                 | Bulgaria                                                              | Amichevole                                                            | 1                                                                     | 46’                                                                   |
| 10-10-1990                                                            | Stoccolma                                                             | Svezia                                                                | 1 – 3                                                                 | Germania                                                              | Amichevole                                                            | -                                                                     | 58’                                                                   |
| Totale                                                                |                                                                       | Presenze                                                              | 22                                                                    |                                                                       | Reti                                                                  | 12                                                                    |                                                                       |

## Palmarès

### Club

#### Competizioni nazionali
- Campionato svedese: 2

Göteborg: 1982, 1983
- Svenska Cupen: 2

Göteborg: 1982, 1983
- Campionato tedesco: 1

Stoccarda: 1983-1984

#### Competizioni internazionali
- Coppa UEFA: 1

Göteborg: 1981-1982

### Individuale
- Capocannoniere dell'Allsvenskan

1982 (12 gol)